# Zhaogong (köpinghuvudort i Kina, Shaanxi, lat 34,44, long 107,99)
Zhaogong är en köpinghuvudort i Kina. Den ligger i provinsen Shaanxi, i den nordvästra delen av landet, omkring 86 kilometer väster om provinshuvudstaden Xi'an. Antalet invånare är 31 295. Befolkningen består av 15 326 kvinnor och 15 969 män. Barn under 15 år utgör 17,0 %, vuxna 15-64 år 73 %, och äldre över 65 år 8,0 %.
Runt Zhaogong är det tätbefolkat, med 735 invånare per kvadratkilometer. Närmaste större samhälle är Fufeng, 13,6 km sydväst om Zhaogong. Trakten runt Zhaogong består till största delen av jordbruksmark.
Genomsnittlig årsnederbörd är 668 millimeter. Den regnigaste månaden är september, med i genomsnitt 143 mm nederbörd, och den torraste är december, med 1 mm nederbörd.